# Планинска потапница
Планинска потапница (Aythya marila) е представител на семейство Патицови, разред Гъскоподобни, със средни размери и плътно набито телосложение. Тежи между 700 и 1300 g. Дължина на тялото 40—51 cm, размах на крилете около 75 cm. Има изразен полов диморфизъм. Плува и се гмурка добре. Лети бързо, от водата излита леко. Планинската потапница е толкова устойчива, че остава в морето и при най-голямо вълнение. Единствено по време на най-красивите зими се оттегля към води във вътрешността на сушата.

## Разпространение
Среща се в Европа (включително и България), Азия и Северна Америка. Обитава сладководни езера и реки, гъсто обрасли с водна растителност. Понякога се среща и в близост до соленоводни басейни.

## Начин на живот и хранене
Храни се поравно с растителна и животинска храна: дребни мекотели, личинки на насекоми, ракообразни, дребна риба, корени, листа и семена на водни растения.

## Размножаване
Моногамна птица. Гнездото си построява винаги в непосредствена близост до водата, често пъти на малки островчета или купчини стара тръстика. Снася от 6 до 13 мръсно зеленикави яйца с размери 62 х 40 mm и маса средно 67 g. Мъти 24—28 дни само женската. Малките се излюпват достатъчно развити за да могат да се придвижват и хранят самостоятелно.

## Природозащитен статус
На територията на България е защитен вид.